# Вербицкая, Лариса Викторовна
Лари́са Ви́кторовна Верби́цкая (род. 30 ноября 1959, Феодосия, Крымская область, УССР) — советский диктор и российская телеведущая. Заслуженная артистка России (2004). В прошлом ведущая программы «Доброе утро».

## Жизнь и карьера
Родилась 30 ноября 1959 года в Феодосии Крымской области.
Отец был военным, его перевели в Кишинёв. Отец умер в 90-е годы. Мать, Елена Щербатюк, работала старшей операционной медсестрой. Мама воспитывалась в детском доме, в 1946 году от голода у неё умерли родители, в семье было семеро детей.
Училась в английской школе в Кишинёве, на курсах изучения английского языка, её родители хотели, чтобы она училась в Институте международных отношений. Она занималась спортом: акробатикой, плаванием, подводным плаванием, прыжками в воду, потом лёгкой атлетикой.
После школы окончила факультет русского языка и литературы Кишинёвского государственного педагогического института им. Иона Крянгэ.
С января 1982 года — диктор кишинёвского телевидения.
С января 1986 года — диктор Центрального телевидения СССР.
Участвовала в дикторском конкурсе и попала на место единственной женщины-диктора на молдавском телевидении. Работала на Центральном телевидении ведущей программ: «Будильник», «Московские новости». «Добрый вечер, Москва», «Веселые нотки», фестиваль солдатской песни «Когда поют солдаты», «Встречи в концертной студии Останкино», «Зигзаг удачи», «Счастливый случай», «Спокойной ночи, малыши», информационная программа «Новости». Принимала участие в проектах Первого канала «Последний герой» 2003 год, «Ледниковый период» 2007 год, «Форт Боярд» 2012 −2013 год, «Большие гонки». Здрасьте, приехали! (2012) в эпизодах. С июля 1987 по май 2014 года — ведущая утренней программы «Доброе утро» на Первом канале и «90 минут» на Первой Программе ЦТ СССР. Вице-президент Лиги профессиональных имиджмейкеров.

## Личная жизнь
Сын Максим (род. 1979) — юрист, имеет свою юридическую фирму. Женат вторым браком.
Второй муж — Александр Владимирович Дудов — телеоператор ВГТРК, режиссёр рекламных, документальных и научно-популярных фильмов. Вместе с мая 1985 года, познакомились в цирке. Поженились в ноябре 1985.
Дочь Инна (род. 1990) занималась балетом, рисовала, занималась с мамой верховой ездой и плаванием, баскетболом, мечтала быть дизайнером. Окончила Российский университет дружбы народов (факультет по связям с общественностью). Работает в сфере рекламы.

## Награды
- Орден Дружбы (27 ноября 2006 года) — за большой вклад в развитие отечественного телерадиовещания и многолетнюю плодотворную деятельность[5].
- Заслуженный артист Российской Федерации (10 марта 2004 года) — за заслуги в области искусства[1].